# Rue Paul-Bert (Lyon)
Pour les articles homonymes, voir Rue Paul-Bert.
La rue Paul-Bert  est une rue qui traverse d'ouest en est le 3e arrondissement de Lyon, en France. Elle s'étire de la place Gabriel-Péri à la place des Maisons-Neuves, à la limite de Villeurbanne.

## Origine du nom
Elle doit son nom à Paul Bert (1833-1886), scientifique et homme politique français du XIXe siècle. Il lui est attribué par délibération municipale du 7 février 1887.
Avant 1887, des portions de la rue ont porté le nom de rue de Chartres, rue du Sacré-Cœur et rue Duphot.